# شیکسا
شیکسا (ییدیش: שיקסע) یک لغت ییدیش یا لهستانی است که به زبان انگلیسی وارد شده‌است. این لغت به معنای "زن غیریهود" است که معمولاً با دید منفی همراه است. معمولاً شیکسا به زن غیریهودی (جنتیل) گفته می‌شود که بسیار جذاب بوده و برای مردان یهودی برای دوستی یا ازدواج وسوسه‌آمیز است. از آنجا که در شریعت یهود، یهودی بودن از طریق مادر منتقل می‌شود بسیاری از روحانیون یهودی شیکساها را به عنوان خطری جدی برای بقای یهودیت میدانستند زیرا در صورت ازدواج مردان یهودی با آنان، فرزند این رابطه دیگر یهودی تلقی نمی‌شود.
لغت شیکسا از لغت عبری شکتز (שקץ sheketz) به معنای کثیف، فاسد و وسیله تنفربرانگیز گرفته شده‌است. همچنین بعضی فرهنگ لغت‌ها، لغت شیکسا را به عنوان لغت توهین‌آمیز تلقی می‌کنند.